# Jean Baptiste Louis Pierre

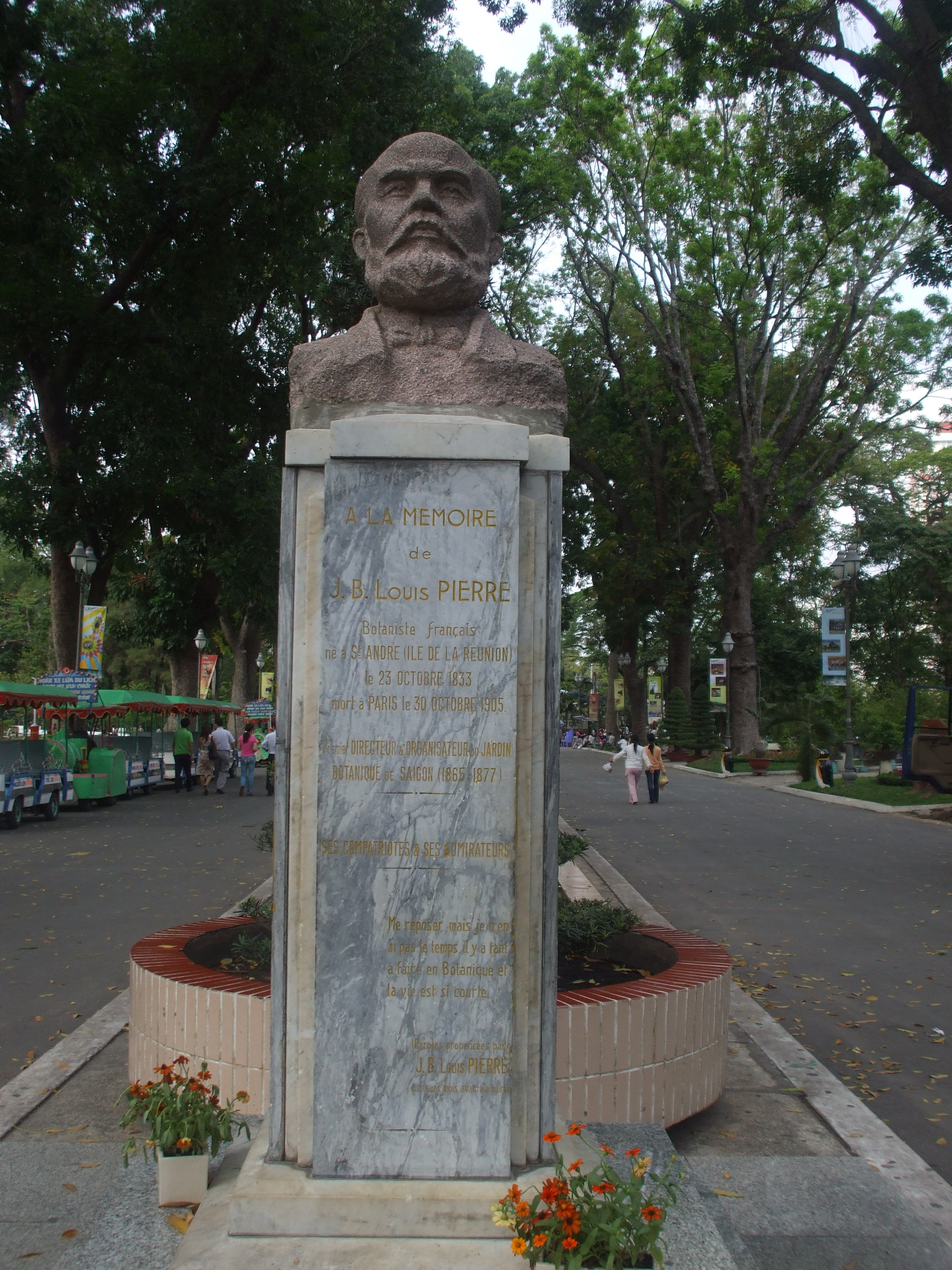
Il busto di Pierre nella città di Ho Chi Minh

Jean Baptiste Louis Pierre (Saint-André, 23 ottobre 1833 – Saint-Mandé, 30 ottobre 1905) è stato un botanico francese noto per i suoi studi asiatici.

## Biografia
Pierre nacque a Saint-André, Riunione, e studiò a Parigi, prima di lavorare nei giardini botanici di Calcutta, in India. Nel 1864 fondò il Saigon Zoo, che diresse fino al 1877, dopo di che ritornò a Parigi. Nel 1883 si trasferì a Charenton, poi a Villeneuve-Saint-Georges, Saint-Mandé, e infine, a Parigi, dove è rimasto sino alla morte.
Pierre ha fatto molte esplorazioni scientifiche in Asia tropicale. Le sue pubblicazioni sono: Flore Forestière de la Cochinchine (1880-1907), un articolo "Sur les plantes à caoutchouc de l'Indochine" (Revue des Cultures coloniales, 1903) e la sezione Sapotaceae nei Notes botaniques (1890-1891).
Diversi generi sono stati nominati in suo onore: Heinrich Gustav Adolf Engler (1844-1930) denominato Pierreodendron della famiglia Simaroubaceae, e Pierrina della famiglia Scytopetalaceae; Auguste Jean Baptiste Chevalier (1873-1956) denominato Pierreodendron della famiglia Sapotaceae; e Henry Fletcher Hance (1827-1886) denominato Pierrea della famiglia Flacourtiaceae. Nel 1933 misero un busto in suo onore nel quale si trova nello zoo di Saigon.

## Opere
- F. J. Breteler, "Novitates Gabonenses 55. I nomi dei manoscritti e disegni del botanico francese Pierre Louis (1833-1905).
- Umberto Quattrocchi (2000). CRC World Dictionary of Plant Names, CRC Press : 2896 p. ISBN 0-8493-2673-7.
- A. Chevalier, "J.B.-Louis Pierre, 1833-1905, botaniste français", Agric. pratiq. Pays Chauds: 1-15, 1906.
- F. Gagnepain, "J.-B.-Louis Pierre (1833-1905). Notice nécrologique", Nouv. Arch. Mus. Hist. nat. Paris, sér. 4, 8: xix-xxxi, 1906.
- F. Gagnepain, "Notice biographique sur J.-B.-Louis Pierre", Bull. Soc. bot. France 53: 54-59, 1906.
- Bulletin de la Société des études indo-chinoises de Saigon, v.13, page 179, 1939.
- Journal of the Bombay Natural History Society, v.59, page 348, 1962.
- Bulletin de la Société des études indochinoises, pages 184-185, 1974.